# Wehrsportgruppe
Las Wehrsportgruppe (Grupos de Deportes Militares por su traducción del alemán) fueron varias células terroristas de extrema derecha en la República Federal de Alemania y Austria, que no reconocían a los estados actuales y prepararon un golpe armado mediante la preparación de células paramilitares, con el pretexto de "fortalecer a las fuerzas armadas", refiriéndose a sí mismos como Wehrsportgruppe (WSG). Surgieron de la escena neonazi alemana desde 1970 e inicialmente fueron tolerados en algunos estados federales. Algunos de ellos fueron posteriormente prohibidos y catalogados como organización terrorista.

## Fracciones

### Wehrsportgruppe Hengs
El Wehrsportgruppe Hengst fue fundado en 1968 por el extremista Bernd Hengst y tenía 18 miembros, incluido un empleado del Ministerio Federal de Defensa. Hengst fue condenado por actos terroristas en la RDA en 1963, deportado a la República Federal y allí se unió alPartido Nacional Democrático de Alemania (NPD) fundado en 1964. En 1968 atacó una oficina del DKP con disparos de rifle. En 1971 fue detenido en una parada de tráfico. La policía encontró ametralladoras y explosivos en su automóvil, y los sofisticados planes de su grupo para asaltos a bancos y ataques a políticos, la Deutsche Bundesbahn y depósitos de municiones de la Bundeswehr en su casa. El Wehrsportgruppe Hengst es la primera organización terrorista de derecha en la República Federal Alemana.

### Wehrsportgruppe Hoffmann
El Wehrsportgruppe Hoffmann (WSG Hoffmann) fue fundado en 1973 por Karl-Heinz Hoffmann, inicialmente como una organización juvenil de la asociación Der Stahlhelm-Kampfbund für Europa (traducido como Cascos de acero-Liga de la Lucha por Europa) basada en el modelo del cuerpo libre antidemocrático de la República de Weimar.
Con alrededor de 440 miembros, se convirtió en el "grupo de deportes" más grande y conocido en los países de habla alemana. Fue prohibida como organización anticonstitucional en enero de 1980 y luego fue trasladada al Líbano como "WSG Abroad" por Hoffmann. Sus 15 miembros eran paramilitares entrenados en la guerra de guerrillas por Fatah. Planearon ataques terroristas en los puestos de control fronterizos israelíes, refinerías de petróleo estadounidenses y funcionarios judiciales alemanes. Del WSG salieron el terrorista Gundolf Köhler, que llevó a cabo el ataque del Oktoberfest el 26 de septiembre de 1980, y Uwe Behrendt, que cometió el doble asesinato del rabino Shlomo Lewin y su compañera Frida Poeschke el 19 de diciembre de 1980 en Erlangen.

### Wehrsportgruppe en el área del Ruhr
El extremista Udo Albrecht fundó el "Wehrsportgruppe Ruhrgebiet" en 1979 basado en el modelo de la OLP. Tenía de tres a seis miembros, almacenaba armas y preparaba ataques terroristas. Willi Pohl y Wolfgang Abramowski también pertenecían a su círculo. A través de la ayuda de Albrecht, habían ayudado al grupo terrorista palestino Septiembre Negro con armas y servicios de transporte para llevar a cabo el ataque olímpico de 1972 en Múnich. Albrecht estableció el contacto de Hoffmann con Fatah en 1979 y negoció la venta de vehículos usados de la Bundeswehr a la OLP.

### Wehrsportgruppe de Treck
El Wehrsportgruppe Trenck estuvo activo en Austria en la década de 1970. El neonazi Gottfried Küssel tuvo una gran influencia. Uno de estos grupos deportivos militares se dio a conocer al público en general a través de un videocasete que mostraba cómo se enseñaba a hombres uniformados a matar a una persona con sus propias manos. En enero de 1992, una célula parecida a las Wehrsportgruppe se formó en las instalaciones del Grupo de Trabajo para la Política Democrática, entonces llamado Freiherr-von-der-Trenck-Heim. En ese momento estaba integrado por 20 miembros armados.

### Wehrsportgruppe de Rohwer
El grupo deportivo militar Rohwer surgió del Frente de Acción Nacional Socialista (ANS), que el influyente neonazi Michael Kühnen fundó en 1977. Llevó a cabo siete ataques contra las instalaciones donde se albergaban fuerzas de la OTAN y robó a un banco y un empresario. En el juicio de Bückeburg, los acusados Manfred Börm, Lothar Schulte, Lutz Wegener, Uwe Rohwer y Klaus-Dieter Puls fueron condenados a varios años de prisión en 1979.

### Wehrsportgruppe Stahle und Albaxen
El "Wehrsportgruppe Stahle und Albaxen" existía desde 1977 y en julio de ese año llevó a cabo un ataque a un restaurante en Holzminden. Más tarde se llamaron a sí mismos "Grupo de combate nacionalsocialista del este de Westfalia". Sus miembros eran conocidos en la región. Construyeron un campo de tiro donde entrenaron para disparar durante años, e instalaron un gran arsenal con explosivos, metralletas, trajes de combate de la Wehrmacht y propaganda nazi, y anunciaron un "día de venganza" en folletos. En enero de 1979, la policía descubrió accidentalmente el arsenal durante una redada y disolvió el grupo.

### Fracciones adicionales
El WSG Hoffmann, además de ser el grupo con más miembros se convirtió en un modelo para otros grupos paramilitares. En 1977, Odfried Hepp fundó el grupo "Wehrsportgruppe Schlageter". Michael Kuonen fundó el “Wehrsportgruppe Werwolf” en 1979 después del juicio de Bückeburg. En 1983, el "Wehrsportgruppe Totila" de 15 miembros y el "Wehrsportgruppe Mündener Stahlhelm" se establecieron en el área de Weser-Ems, y fueron desarticulados en 1989.